# Partholon
 (signalé en juin 2025).
Si vous disposez d'ouvrages ou d'articles de référence ou si vous connaissez des sites web de qualité traitant du thème abordé ici, merci de compléter l'article en donnant les références utiles à sa vérifiabilité et en les liant à la section « Notes et références ».
- Archive Wikiwix
- Bing
- Cairn
- DuckDuckGo
- E. Universalis
- Gallica
- Google
- G. Books
- G. News
- G. Scholar
- Persée
- Qwant
- (zh) Baidu
- (ru) Yandex
- (wd) trouver des œuvres sur Wikidata

Dans la mythologie celtique irlandaise, Partholon est lié au mythe du Déluge, à la disparition et à la renaissance de l'humanité, c'est un prototype que l'on retrouve dans nombre de mythologies. Il est le fils de Sera et de Baath, l'Océan. Dans le Lebor Gabála Érenn (Livre des Conquêtes d'Irlande), il est présenté comme le chef du premier peuple d'Irlande et un civilisateur. Il avait été précédé sur l'île par le peuple de Cesair et les Fomoire.
Premier occupant de l'Irlande 278 ans après le déluge, il débarque avec sa femme, ses trois fils et leurs épouses respectives (on dit aussi qu'ils étaient vingt-quatre hommes et vingt-quatre femmes), en provenance de contrées mythiques que les scripteurs médiévaux ont recouvert par les noms de Grèce ou de Sicile. Cette arrivée aurait eu lieu le jour de Beltaine (1er mai). Très vite, la population va croître de manière importante. Il crée les sept lacs et les quatre plaines, les rivières, les forêts et les montagnes. Il invente les moyens dont les hommes ont besoin pour leur subsistance (agriculture, élevage, chasse, pêche), Il instaure le druidisme en transmettant son Savoir et entraîne les hommes à la guerre qu'ils devront bientôt livrer aux Fomoires. Ces derniers se réfugieront sur l'Île de Man.
Les Partholoniens exploitent les mines d'or, inventent la métallurgie, brassent la bière, pratiquent l'alchimie. Cette ère va durer 300 ans[Information douteuse], jusqu'à ce qu’un cataclysme (épidémie) détruise toute la population en une semaine, à l'exception d’un seul rescapé : Tuan Mac Cairill.